# Кюни, Альбер
Альбе́р Кюни́ (16 мая 1869 — 21 марта 1947) — французский лингвист, известный благодаря трудам по сопоставлению индоевропейских и семитских языков и вкладу в ларингальную теорию.
Был учеником французского индоевропеиста Антуана Мейе. С 1910 до формального ухода на пенсию в 1937 был преподавателем латыни и сравнительной грамматики в Университете Бордо. Однако он продолжал преподавать в университете санскрит вплоть до самой смерти. Трактовал Фестский диск как египетское письмо. Был членом-корреспондентом Академии надписей и изящной словесности (Académie des inscriptions et belles-lettres). 
Эмиль Бенвенист описывает роль Кюни в развитии ларингальной теории следующими словами:
Предпосылкой всех индоевропейских реконструкций являлось гениальное открытие Ф. Соссюром консонатного характера фонемы ə. Признанная и развитая дальше Мёллером, Педерсеном и Кюни эта теория может считаться сегодня твёрдо установленной благодаря проницательности Куриловича, сумевшего распознать в хеттском ḫ две из трёх разновидностей и.-е. ə

## Некоторые работы Кюни
- 1914. «Notes de phonétique historique. Indo-européen et sémitique.» Revue de phonétique 2:101-132.
- 1924. Études prégrammaticales sur le domaine des langues indo-européennes et chamito-sémitiques. Paris: Champion.
- 1924, co-authored with Michel Féghali. Du genre grammatical en sémitique. Paris: Geuthner.
- 1943. Recherches sur le vocalisme, le consonantisme et la formation des racines en « nostratique „, ancêtre de l’indo-européen et du chamito-sémitique. Paris: Adrien Maisonneuve.
- 1946. Invitation à l'étude comparative des langues indo-européennes et des langues chamito-sémitiques. Bordeaux: Brière.